# Liste der Monuments historiques in Réding
Die Liste der Monuments historiques in Réding führt die Monuments historiques in der französischen Gemeinde Réding auf.

## Liste der Objekte
| Bezeichnung              | Beschreibung                          | Standort                                    | Kennzeichnung | Schutzstatus | Datum | Bild |
| ------------------------ | ------------------------------------- | ------------------------------------------- | ------------- | ------------ | ----- | ---- |
| Wandgemälde im Chorraum  | spätmittelalterlich                   | Grand-Eich, in der Kapelle St-Ulrich (Lage) | PM57000272    | Classé       | 1978  |      |
| Skulptur Heiliger Ulrich | Holz, farbig gefasst, 16. Jahrhundert | Grand-Eich, in der Kapelle St-Ulrich (Lage) | PM57000273    | Classé       | 1984  |      |